# 经济学词汇表
本文旨在提供一份尽可能完整的有关经济学及相关领域的术语列表，按条目对应的英文词组排序。

## A
- 绝对优势
- 适应性预期——經濟學假說
- AD-AS模型
- 逆向选择——經濟學名詞
- 加总问题
- 代理人 (经济学)
- 农业经济学
- 阿莱悖论
- 模糊厌恶
- 美国学派
- 盎格鲁-撒克逊模式
- 竞争法——反壟斷
- 应用经济学
- 适用技术
- 套利——投資策略
- 阿罗不可能定理
- 审计——对组织的账簿、账目、文件和凭单进行系统和独立的检查
- 紧缩政策
- 奥地利学派——經濟學派

## B
- 国际收支
- 银行利率
- 物物交换
- 行为经济学——研究領域
- 贝尔曼方程
- 伯特兰竞争——價格競爭模型
- 伯特兰悖论
- 伯明翰学派
- 布莱克-斯科尔斯模型——選擇權定價模型
- 理事会——協商、咨詢、評議、討論問題的會議，或行使行政、管理、司法、協商等功能的組織
- 债券——金融工具
- 借款人——接受贷款的人
- 有限理性
- 布雷斯悖论
- 收支平衡点
- 布雷顿森林体系——1944至1973年間的國際貨幣制度
- 预算——预测未来的收入和支出
- 赤字支出
- 预算集
- 重金主义
- 经济周期——經濟學名詞
- 商业经济学

## C
- 剑桥资本争论
- 官房主义
- 排放权交易
- 资本——用于生产商品和服务的资产
- 资本论——卡尔•马克思的著作
- 资本账户
- 资本成本
- 资本外逃
- 资本形成
- 资本利得
- 资本品——經濟學用語
- 资本主义——以资本积累、市场机制和私有制为核心，追求利润最大化的经济制度
- 卡特尔——企業聯合壟斷，經濟學名詞（Cartel）
- 现金
- 中央银行——負責國家或地區貨幣政策的機構
- 其他条件不变——指其他屬性的值保持不變
- 支票——支付方式
- 芝加哥经济学派
- 选择
- 流通 (货币)
- 古典经济学
- 科斯定理——經濟學定理
- 抵押贷款——使用私人资产作为担保的行为
- 集体行动
- 集体行动问题
- 指令经济——經濟體制
- 商品——具有經濟價值或服務之物資
- 共产主义——左派政治意識形態
- 比较优势——在国际贸易中，一国不同产业部门拥有的相对有利的生产条件
- 竞争法——反壟斷
- 互补品——需求的交叉彈性為負的財貨
- 复利——當將利息添加到存款或貸款的本金中時，從那時起，已添加的利息也將獲得利息
- 计算经济学
- 炫耀性消费——消费类型
- 消费者信心
- 消费信用
- 消费者价格指数——衡量通貨膨脹的經濟指標
- 消费者剩余——經濟學概念
- 消费主义
- 消费——购买并使用商品或服务
- 收敛——數學概念
- 公司税——對公司利潤徵收的稅
- 成本——獲得物品和服務所消耗的金額
- 生活成本
- 古诺竞争——數量競爭模型
- 成本效益分析
- 信用评分
- 信用评级——評估未來債務人的信用風險
- 信用合作社——會員所有的金融合作社
- 债权人
- 对资本主义的批评——概述
- 挤出效应——經濟學名詞
- 文化经济学
- 经常账户
- 加密货币——使用密码学原理的交易介质

## D
- 死猫反弹
- 无谓损失——經濟學名詞
- 债务
- 借记卡——一種支付卡
- 债务人——接受贷款的人
- 债务货币化
- 赤字支出
- 通货紧缩——商品和服務的總體價格水平下降
- 需求
- 需求與供給——個體經濟學中的模型，能夠決定財貨價格
- 需求曲线——經濟學名詞
- 活期存款
- 需求冲击
- 折旧
- 经济萧条
- 放松管制
- 戴蒙德-迪布维格模型——经济学模型
- 边际效用递减——一种普遍经济适用法则
- 收益递减——一种普遍经济适用法则
- 贴现
- 通胀放缓
- 可支配收入——經濟學名詞
- 处置效应——行為財務學名詞
- 分配 (经济学)
- 股息
- 甜甜圈 (经济模型)
- 二元经济
- 双头垄断——經濟學名詞，一種市場結構
- 动态随机一般均衡

## E
- 计量经济学——經濟學的一個分支，定量研究各種經濟學數據
- 经济计算问题
- 经济成本
- 经济发展
- 经济效率
- 经济均衡
- 经济增长——經濟學名詞
- 经济指标
- 经济模型
- 经济部门——经济行业类型
- 经济安全
- 经济短缺——經濟學名詞
- 经济剩余——經濟學概念
- 经济学——研究商品与服务的生产、分配和消费的社会科学
- 集聚经济
- 规模经济——因長期總平均成本通常隨生產規模增加而遞減而帶來的經濟效益增加
- 经济学家——經濟學專業社會科學學者
- 经济——一定区域内组织生产、分配、流通和消费活动的系统
- 埃奇沃思盒
- 有效需求
- 效率工资
- 有效市场假说——投資學假說
- 需求价格弹性——衡量財貨的價格變化造成其需求變化多少
- 弹性 (经济学)——經濟學概念，考慮價格改變將帶來其他變數的多大變化
- 艾略特波浪理论
- 员工福利
- 恩格尔曲线
- 包络定理
- 环境经济学
- 机会均等
- 均衡
- 经济均衡
- 公平 (经济学)
- 超额供给——經濟學名詞
- 汇率——兩國貨幣之間兌換的比例
- 汇率制度
- 交易所交易基金——在证券交易所交易的投资基金
- 排他性——經濟學名詞
- 外生增长模型——經濟學模型
- 期望效用假说
- 实验经济学
- 外部性——經濟學名詞
- 极端贫困

## F
- 生产要素——进行物质资料生产所必须具备的因素或条件，包括劳动者和生产资料
- 公平贸易
- 法西斯主义——主张阶级调和的意识形态之一
- 联邦储备系统——美國中央銀行制度
- 封建主义——維基媒體消歧義頁
- 法定货币
- 金融经济学
- 金融机构——为其客户或会员提供金融服务的机构
- 财务规划
- 金融风险
- 金融交易——買賣、生意
- 财政保守主义
- 财政乘数——經濟學名詞
- 财政政策——經濟學名詞
- 固定成本
- 外汇市场——金融市場
- 框架 (社会科学)
- 免费品——經濟學名詞，在價格等於零時，需求量少於供給量的財貨
- 自由市场——市場經濟
- 搭便车问题——經濟學名詞
- 自由贸易
- 摩擦性失业——失業類型
- 充分就业——經濟學名詞
- 资产定价基本定理
- 福利经济学基本定理——經濟學定理
- 终值

## G
- 贸易利得
- 盖尔-沙普利算法
- 一般均衡理论——數理經濟學
- 乔治主义
- 吉芬品——所得效果大於替代效果的劣等財
- 礼物经济——不求回報的交換
- 基尼系数——判斷年收入分配公平程度的指標
- 金本位——貨幣制度
- 商品 (经济学)——經濟學名詞，能滿足人們慾望並提供效用的物品
- 古德哈特定律
- 政府收入
- 政府支出
- 绿色经济
- 格雷欣法则——因網路尚未被發明，所產生的信息不對稱現象
- 国内生产总值——經濟指標
- 总收入
- 国民总收入——經濟學名詞

## H
- 哈里斯-托达罗模型
- 哈罗德-多马模型
- 健康经济学——学科
- 健康保险——醫療保健費用保險
- 赫克歇尔-俄林模型
- 异端经济学
- 经济思想史
- 本土偏好谜题 (消歧义)
- 经济人
- 霍特林法则
- 霍特林引理
- 人力资本
- 人才外流——高技能或受教育人才外迁
- 恶性通胀——經濟學名詞

## I
- 进口替代工业化——贸易和经济政策
- 进口配额
- 不可能三角——經濟學名詞
- 归因 (博弈论)
- 稻田条件
- 激励
- 收入分配
- 收入效应
- 需求收入弹性——經濟學名詞
- 所得税
- 无差异曲线——個體經濟學名詞
- 产业——经济的各种行业
- 信息不对称——經濟學名詞
- 信息经济学
- 制度经济学——经济学分支学科
- 利率平价
- 国际经济学
- 国际贸易
- 跨期选择
- 投资基金——金融商品
- 看不见的手
- IS-LM模型——總體經濟模型

## J
- 杰文斯悖论——經濟悖論
- 求职——尋找工作的過程
- 朱格拉周期——統計術語;克里門特·朱格拉於1862年確定的7至11年固定投資週期

## K
- 凯恩斯效应——經濟學名詞
- 凯恩斯经济学——英国经济学家J.M.凯恩斯提出的经济理论及相关学说
- 凯恩斯-拉姆齐规则
- 基钦周期
- 奈特不确定性
- 库恩定理
- 库兹涅茨曲线

## L
- 雇佣劳动
- 劳动经济学
- 劳工权利
- 劳动价值论
- 拉弗曲线——經濟學曲線
- 兰格模型——公有制經濟模型
- 需求定律——經濟學法則
- 漏出 (经济学)
- 租赁——商業交易
- 柠檬市场
- 里昂惕夫悖论——经济学发现
- 负债——由於企業之前的交易或事項所產生的現有債務，需要在將來以轉移資產或提供勞務進行清償，從而引起將來經濟利益的流出
- 限价
- 地方税——由地方政府组织征收、属地方财政收入的税收
- 洛伦兹曲线
- 损失厌恶——行為財務學名詞
- 奢侈品——需求的所得彈性 > 1的財貨

## M
- 宏观调控
- 宏观经济学——經濟學學科
- 主流经济学——经济学流派
- 马尔萨斯主义
- 管理经济学
- 庄园制
- 边际成本
- 边际主义
- 边际消费倾向——购买并使用商品或服务
- 边际替代率——經濟學名詞
- 边际收益
- 边际效用——經濟學名詞
- 市场——供應和需求相互對立和交易的機制，包括交換發生的地點，流程和機構（對於實體場所，使用Q132510或Q330284）
- 市场经济——經濟體制
- 市场失灵——因市场缺陷而引起的资源配置的低效率或经济价值的损失
- 市场结构——經濟學名詞
- 马克思主义经济学——经济学思想流派
- 马太效应——强者愈强、弱者愈弱的现象
- 生产资料——用於生產產品的物品
- 交易媒介——经济学术语，是货币功能之一
- 心理账户
- 重商主义——追求國際收支順差的經濟學派
- 梅特卡夫定律
- 微观经济学——經濟學學科
- 最低工资——工资法定下限
- 明斯基时刻
- 混合经济
- 移动支付——通過移動裝置的支付方式
- 现代货币理论——非主流宏观经济理论
- 现代投资组合理论——財務金融理論
- 货币主义
- 货币经济学——經濟學分支
- 货币政策——經濟學名詞
- 货币体系
- 货币幻觉
- 货币供应量——經濟學名詞
- 买方垄断——經濟學名詞
- 道德风险——經濟學名詞
- 动机
- 乘数效应——經濟學名詞
- 蒙代尔-弗莱明模型——經濟學模型
- 共同基金——金融商品
- 互助论 (经济学理论)

## N
- 纳什均衡——個體經濟學名詞
- 国税
- 国民财富
- 自然垄断——經濟學名詞，壟斷的一種形式
- 新古典经济学——經濟學學派
- 新古典综合——經濟學學派
- 新自由主义——政治主義
- 净收入——實體的收入減去一個會計期間的銷售成本、費用及稅金
- 网络效应——新增用户对产品价值的积极作用
- 新凯恩斯经济学——维基媒体消歧义页
- 非加速通货膨胀失业率——經濟學概念
- 非凸性 (经济学)
- 竞争性 (经济学)
- 实证陈述

## O
- 奥肯定律
- 买方寡头垄断——經濟學市場型態
- 机会成本——放棄的最佳替代品的價值
- 过热 (经济学)
- 世代交叠模型

## P
- 物价指数——經濟學名詞
- 节俭悖论——經濟學名詞
- 价值悖论
- 帕累托效率——經濟理論中的概念
- 帕累托原则
- 完全竞争——經濟學名詞，一種市場結構
- 个人财产
- 油元
- 菲利普斯曲线——經濟學名詞，表现通货膨胀与失业率关系的曲线
- 物质资本
- 重农主义
- 庇古效应——經濟學名詞
- 庇古税
- 政策组合
- 实证经济学
- 后凯恩斯经济学
- 普雷维什-辛格假说——经济学假说
- 偏好 (经济学)——经济学概念
- 现值——经济概念，指在给定的时刻所确定的未来预期收入现金流的价值
- 价格——交換商品或服務的過程中，另一方提供的支付或報酬
- 价格上限
- 价格管制
- 价格歧视——經濟學名詞，定價方式
- 需求价格弹性——衡量財貨的價格變化造成其需求變化多少
- 供给价格弹性——衡量財貨的價格變化造成其供給變化多少
- 价格下限——一种管制或者限制价格的方式
- 价格水平——經濟學名詞
- 价格战
- 定价
- 基准利率
- 私人品
- 生产者——通常利用光能（光合作用）或無機化學反應（化學合成）由周圍環境中存在的簡單物質產生復雜有機化合物（例如碳水化合物，脂肪和蛋白質）的生物
- 生产者价格指数——衡量通貨膨脹的經濟指標之一
- 产品差异化
- 产品市场
- 生产——创造商品或服务的过程
- 生产可能性曲线——經濟學名詞
- 生产集
- 生产率
- 利润 (经济学)——經濟利潤與正常利潤之和
- 累进税——随纳税人收入和财富的增加而实际税率逐步递增的税制
- 财产税——税种
- 前景理论——行為經濟學理論
- 公共经济学
- 公共品 (经济学)
- 购买力

## Q
- 配额——将可用的资源配置到各种用途

## R
- 拉姆齐问题
- 拉姆齐-卡斯-库普曼斯模型
- 利润率
- 理性选择
- 理性选择理论
- 理性预期
- 配给制
- 里根经济学
- 实际国内生产总值 (实际GDP)
- 反弹效应 (节能)
- 经济衰退
- 区域科学
- 累退税
- 租赁
- 资源
- 资源诅咒
- 资源市场
- 零售额
- 规模报酬
- 显示性偏好
- 收入
- 李嘉图经济学
- 李嘉图社会主义
- 风险厌恶
- 风险溢价
- 竞争性 (经济学)
- 罗宾汉效应
- 稳健性 (经济学)
- 罗斯托起飞模型
- 罗斯401(k)计划
- 罗伊恒等式

## S
- 储蓄
- 萨伊定律
- 稀缺性
- 经济思想学派
- 经济部门
- 铸币税
- 服务
- 谢泼德引理
- 短缺
- 病假
- 社会行为
- 社会选择理论
- 社会流动性
- 社会主义经济学
- 社会性
- 社会经济学
- 独资企业
- 主权财富基金
- 稳定币
- 滞胀
- 生活水平
- 穩態經濟
- 股票市场
- 斯德哥尔摩学派
- 股票
- 圣彼得堡悖论
- 结构性失业
- 替代品
- 替代效应
- 沉没成本
- 供给
- 供给与需求
- 供应链
- 供给曲线
- 供给冲击
- 供给学派
- 可持续性——满足人类长期需求、共存、未来发展的社会目标，通常包含环境、经济和社会三个维度
- 可持续发展——既能滿足我們現今的需求，又不損害子孫後代，同時能滿足他們的需求的發展模式。

## T
- 经济表
- 关税
- 税率
- 贸易条件
- 撒切尔主义
- 次优理论
- 热经济学
- 时间货币
- 金钱的时间价值
- 贸易
- 反公地悲剧
- 公地悲剧
- 交易成本
- 转移支付
- 转移定价
- 转型问题
- 运输经济学
- 特里芬难题

## U
- 最后通牒博弈
- 就业不足
- 记账单位
- 全能银行
- 全民基本收入
- 城市经济学
- 功利主义
- 效用
- 效用最大化问题

## V
- 带薪休假
- 价值
- 增值税
- 货币流通速度

## W
- 雇佣劳动
- 瓦格纳法则
- 瓦尔拉斯定律
- 财富效应
- 福利经济学
- 福利陷阱
- 营运资金

## X
- X非效率

## Y
- 收益率

## Z
- 零和博弈